# Senna Lodigiana
Senna Lodigiana ist eine Gemeinde mit 1805 Einwohnern (Stand 31. Dezember 2023) in der Provinz Lodi in der italienischen Region Lombardei.

## Ortsteile
Im Gemeindegebiet liegen neben dem Hauptort die Fraktionen Corte Sant’Andrea, Guzzafame und Mirabello, sowie der Wohnplatz Malpaga.